# 19354 Fredkoehler
19354 Fredkoehler este un asteroid din centura principală de asteroizi.

## Descriere
19354 Fredkoehler este un asteroid din centura principală de asteroizi. A fost descoperit pe 31 martie 1997 la Socorro, New Mexico, în cadrul proiectului LINEAR. Asteroidul prezintă o orbită caracterizată de o semiaxă mare de 3,08 ua, o excentricitate de 0,21 și o înclinație de 11,4° în raport cu ecliptica.